# Lenguas de Vanuatu oriental
Las lenguas de Vanuatu oriental son un conjunto de lenguas habladas en la región nororiental del archipiélago de Vanuatu. Filogenéticamente constituyen una rama de las lenguas del norte y centro de Vanuatu dentro que a su vez son una rama del grupo oceánico.

## Lenguas del grupo
Las lenguas de este grupo incluyen de norte a sur:

### Torres-Banks
- Hiw
- Lo-Toga (Toga)
- Lehali
- Löyöp (Lehalurup)
- Mwotlap (Motlav)
- Volow (Valuwa)
- Alo-Teqel (extinct)
- Lemerig
- Vera'a (Vatrata)
- Mwesen (Mosina)
- Vurës (Vureas)
- Mota
- Nume
- Dorig (Wetamut)
- Koro
- Olrat
- Lakon (Lakona)
- Mwerlap (Merlav)

Los datos fonológicos, gramaticaes y léxicos sobre las 17 lenguas testimoniadas de Torres y Banks, pueden encontrarse en François (2005, 2007, 2011); François (2012) es un estudio  sociolingüistico de la región.

### Penama
- Sungwadia (Marino)
- Maewo central (Peterara)
- Baetora
- Ambae oriental (Lolovoli)
- Ambae occidental
- Raga (Hano)
- Apma (Abma)
- Ske
- Sowa
- Sa

### Paama-Ambrym
- Paamés
- Ambrym septentrional
- Dakaka
- Lonwolwol
- Port Vato
- Ambrym suroriental
- Orkon